# اتلس ۲
اتلس ۲ (به انگلیسی: Atlas II) یکی از اعضای خانوادهٔ موشک‌های اتلس بوده و به عنوان یک وسیلهٔ یک‌بارمصرف پرتاب تکامل یافتهٔ برنامهٔ موفق موشکی اتلس در دههٔ ۱۹۵۰ است. این موشک برای پرتاب محموله به مدار نزدیک زمین، مدار زمین‌ثابت انتقال یا مدار زمین‌آهنگ طراحی شده‌است. بین سال‌های ۱۹۹۱ و ۲۰۰۴؛ با شصت و سه پرتاب که با اتلس‌های ۲، ۲A و ۲AS انجام شد، همهٔ شصت و سه مورد با موفقیت راه‌اندازی شدند، و براین اساس اتلس ۲ تاکنون قابل اعتمادترین سیستم راه‌اندازی در تاریخ پرتاب بوده‌است. در ادامه؛ بین سال‌های ۲۰۰۰ و ۲۰۰۵، از نام اتلس ۳ استفاده شد و نیز اتلس ۵ که هنوز هم از آن استفاده می‌شود.